# Вуттон, Николас

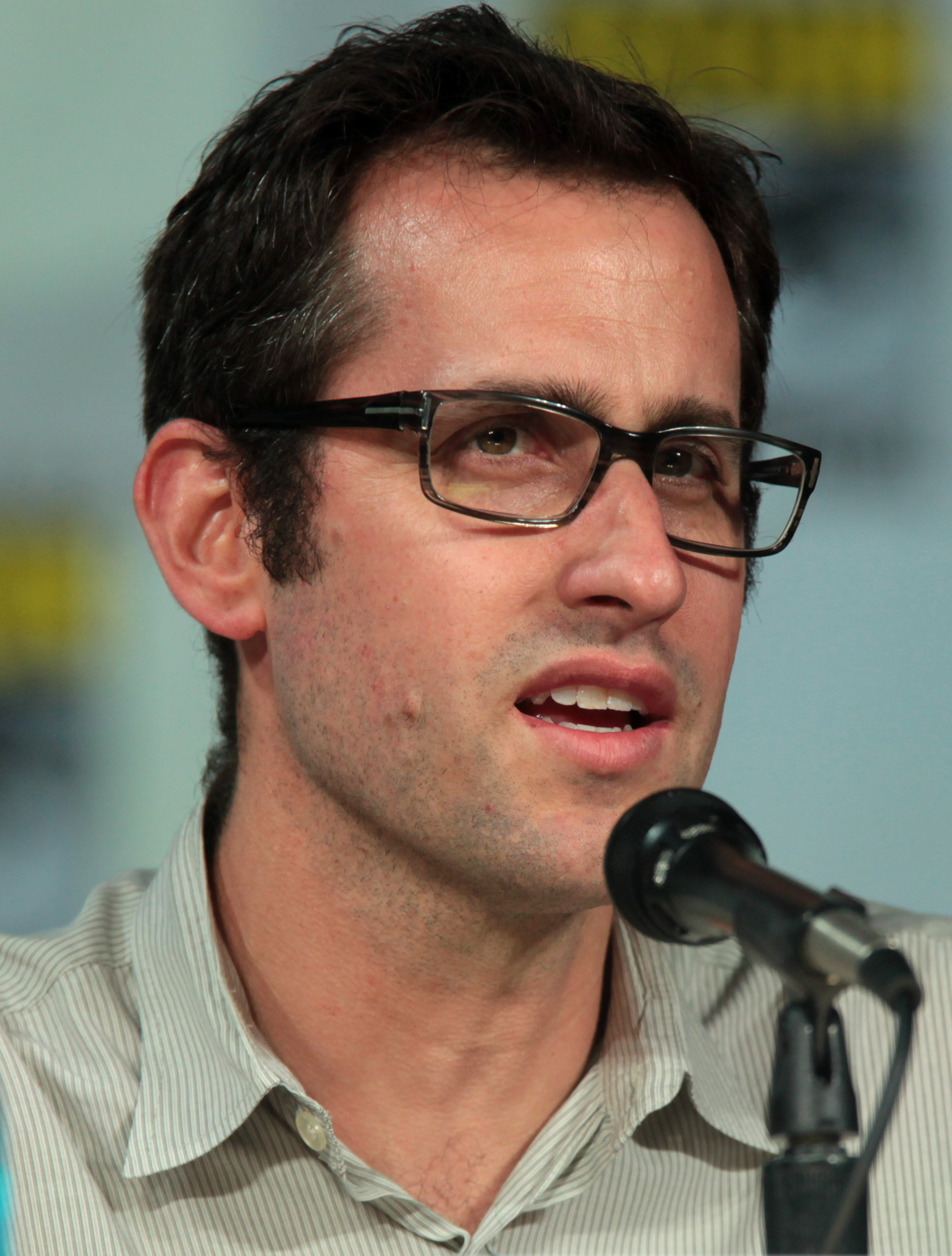
Вуттон на Comic-Con International в 2014 году

Николас Вуттон (англ. Nicholas Wootton) — американский сценарист и продюсер, лауреат премии «Эмми». Он написал сценарии для различных телешоу, включая «Чак», «Побег», «Закон и порядок», «Полиция Нью-Йорка» и «Скорпион».